# Universidad del Norte (Kolumbien)

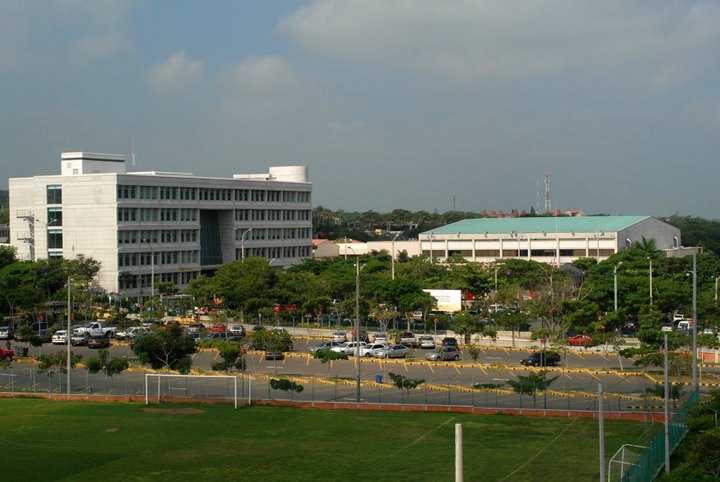
Sicht auf die Rückseite

Die Universidad del Norte, umgangssprachlich Uninorte genannt, ist eine private und unabhängige Universität in Barranquilla und ein wichtiges akademisches Zentrum für Hochschulbildung an der Karibikküste in Nordkolumbien.
Die Gründung der Universität ging 1966 auf eine Initiative einer amerikanischen Unternehmensgruppe unter der Leitung des amerikanischen Geschäftsmanns Karl C. Parrish zurück. Der akademische Betrieb wurde am 11. Juli 1966 mit 58 Schülern und 10 Lehrern in den Kernfächern der Betriebswirtschaftslehre und des Ingenieurwesens aufgenommen.
Die Universität teilt sich in zehn Fakultäten, darunter Ingenieurwissenschaften, Verwaltungswissenschaften, Geistes- und Sozialwissenschaften, Gesundheitswissenschaften, Rechtswissenschaften und Grundlagenwissenschaften. Studiengänge bietet die Uninorte in den Fächern Industrial Engineering, Maschinenbau, Organisationstheorie und Elektrotechnik. Des Weiteren verfügt die Universität Studiengänge in Medizin, Betriebswirtschaft, Recht, Psychologie, Internationale Beziehungen, Internationales Management, Mathematik, Industriedesign, Grafikdesign und Architektur in ihrem Vorlesungsangebot. Insgesamt bietet Uninorte 28 Bachelor-Studiengänge, 62 professionelle Spezialisierungsprogramme, 50 Masterstudiengänge und 15 Doktorandenprogramme an. Die Möglichkeit zu weiteren Spezialisierungsprogrammen der Uninorte können in den nahe gelegenen Häfen Santa Marta und Cartagena belegt werden.
Alle Ingenieurprogramme sind von der ABET akkreditiert, einer der wichtigsten internationalen Akkreditierungsagenturen in Baltimore, Maryland, USA.
Uninorte zählt zu den führenden kulturellen und technologischen Zentren in der Karibik Kolumbiens.
Laut einem Ranking des kolumbianischen Beratungsunternehmens BOT SAS gehört die Universidad del Norte zu den fünf besten Universitäten des Landes.